# Apollonia Diepenbrock

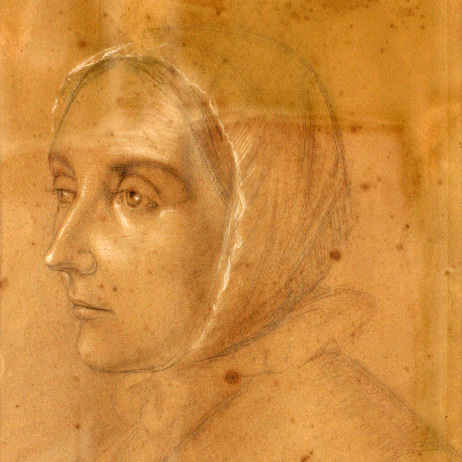
Appolonia Diepenbrock

Apollonia Diepenbrock, Taufname Apolonia Johanna Theodora Mechtildis Diepenbrock (geboren am 13. November 1799 in Bocholt; gestorben am 4. Juli 1880 in Regensburg), war eine westfälische Krankenhausstifterin.

## Leben
Apollonia war die Tochter von Anton Diepenbrock und seiner Frau Maria Franziska, geborene Kesting. Sie hatte fünf Schwestern und vier Brüder, darunter Melchior von Diepenbrock, den späteren Kardinal in Breslau, und den späteren Revolutionär von 1848 Conrad Joseph Diepenbrock. Ein Großneffe war der Schriftsteller und Komponist Alphons Diepenbrock. Ihren Eltern gehörte ein Landgut; sie waren gebildet und streng katholisch.
Apollonia begegnete 1818 Clemens Brentano, als dieser ihren Schwager Hans von Bostel besuchte, und lernte über ihn bald darauf Luise Hensel kennen, zu deren Versen sie eigene Melodien entwickelte. Durch diese Bekanntschaft angeregt, entschied sie sich gegen eine Ehe und für den Einsatz in karitativen Gemeinschaften. Ein geistlicher Orden sagte ihr jedoch nicht zu. Nach dem Tod der Mutter stand es ihr frei, in der Armen- und Krankenpflege tätig zu werden.
In Koblenz war ein ehemaliges Kloster zu einem Hospital hergerichtet worden; es gab jedoch zunächst keine Pfleger. Hensel und Diepenbrock betreuten dort ab 1825 Kranke, bis das Bürgerhospital 1826 von Borromäerinnen übernommen wurde. Diepenbrock verdingte sich in der Folgezeit als Haushälterin und Erzieherin und nahm erst später wieder ihre karitative Arbeit auf. 1834 zog sie nach Regensburg, wo sich bereits ihr Bruder Melchior von Diepenbrock (als Sekretär Bischof Johann Michael Sailers) und ihr Vater befanden. Hier betreute sie Bedürftige in deren Wohnungen und nahm bei sich zuhause in der Niedermünstergasse 2 auch bis zu fünf Waisen und in Not geratene Frauen auf. Apollonia Diepenbrock war eng mit Maria Pohl befreundet, der Tochter des evangelischen Physikers Georg Friedrich Pohl, die 1844 zum Katholizismus konvertierte, und der Konvertitin Luise Hensel. 1845 erwarb sie das Josefshäuschen (Obermünsterstraße 5), in dem Platz für 15 Frauen war. Aus diesem „Haus für Frauen“ entwickelte sich später ein Krankenhaus und Altersheim für verlassene Dienstmädchen und obdachlose Frauen, die St. Josephs-Anstalt, die sie testamentarisch dem Regensburger Domkapitel vermachte und die danach von Ordensschwestern weitergeführt wurde. Heute befindet sich im Gebäude eine Sozialstation der Caritas. Ihr Bruder, der ihre Arbeit maßgeblich unterstützt hatte, starb, von ihr gepflegt, 1853. Sie reiste auch ans Sterbebett von Brentano in Aschaffenburg und stand in engem Kontakt zu Joseph Görres in München. Ihre Arbeit wurde von Emilie Linder unterstützt. Den mit ihr in engem Kontakt stehenden Breslauer Fürstbischof Heinrich Förster bat sie 1856, eine Biografie ihres verstorbenen Bruders zu verfassen, welche dann 1859 erschien.
Ab 1872 war Diepenbrock gichtkrank und musste sich aus der Pflege zurückziehen. Ihre Krankenanstalt wurde von Franziskanerinnen übernommen und 1882 kurzzeitig nach ihr umbenannt, später in das ehemalige Domkapitelsche Krankenhaus am Ägidienplatz verlegt und ab 1930 als Altenheim St. Josef von Barmherzigen Schwestern vom Hl. Vinzenz (Vinzentinerinnen) weitergeführt. Bis in die 1980er Jahre gab es dort noch ein Diepenbrockzimmer. Bei Renovierungsarbeiten wurde es aufgelöst. 
Apollonia Diepenbrock starb am 4. Juli 1880 und wurde unter großer Anteilnahme der Bevölkerung beigesetzt. Ihr Grab ist nicht erhalten, der Grabstein ist in der Südmauer des Unteren Katholischen Friendhofs eingelassen. Postum wurde ihr Briefwechsel mit Brentano durch Ewald Reinhard veröffentlicht.